# 寒剤
寒剤（かんざい、英: freezing mixture）とは、混合する事で低温が得られる２種以上の物質の組み合わせ、またはその混合物で、起寒剤ともいう。
「氷と食塩」がよく知られ、家庭でのアイスクリームづくりに利用される。その他にも様々な組み合わせがあり、科学実験などで低温を得る冷却剤、クーリングバスで使う冷却材として用いられてきた。
現在は低温の研究や利用が進み、寒剤では到達出来ない極低温を得るため液体窒素や液体ヘリウムが用いられ、慣習的にこれらも寒剤と呼ばれる。

## メカニズム
端的に言うと、融解熱や溶解熱が奪われることによって冷却が起こる。
ふたつの成分を混合したとき、熱力学的平衡が移動して温度が変化する事があり、特定の物質・相の組み合わせで、これが著しい吸熱反応となることを利用している。
例えば氷と食塩はともに固体だが、細かく砕いて混合すると界面では共融による凝固点降下で、飽和食塩水が生じる。これは氷にとっては融解なので、融解熱（333.5J/g）を周囲から奪い、温度が下がる。一方、食塩にとっては溶解なので、溶解熱（-66.39J/g）を周囲から奪い、温度が下がる。
ふたつの反応は同時進行し、断熱などが理想的な系なら共晶点付近まで降下する。
実際にはそこまで下げることは難しいが、混合比が共融混合物と同じなら混合物全てが温度低下に寄与するため、効率良く低温が得られる。
市販の簡易冷却剤も、水と塩類（尿素、硝酸アンモニウムなど）による寒剤で、主に溶解熱を利用している。

## タイプ
| 混合物                                     | 質量比    | 到達可能温度 (°C)     |
| ------------------------------------------ | --------- | --------------------- |
| 氷/水                                      | 1:1       | 0                     |
| 食塩/水                                    | 1:0.36    | （低下温度）2.5℃低下  |
| 塩化アンモニウム/炭酸ナトリウム/水         | 1:1:3     | （低下温度）29.0℃低下 |
| 塩化アンモニウム/水                        | 3:10      | （低下温度）2℃低下    |
| 亜硝酸ナトリウム/水                        | 6:10      | （低下温度）12℃低下   |
| チオシアン酸アンモニウム/水                | 13:10     | （低下温度）15℃低下   |
| 酢酸ナトリウム/氷                          | 9:10      | -15                   |
| 塩化カルシウム（六水和物）CaCl2・6H2O/氷   | 81:100    | -21.5                 |
| CaCl2・6H2O/氷                             | 123:100   | -41                   |
| CaCl2・6H2O/氷                             | 58.8:41.2 | -54.9                 |
| 食塩/氷                                    | 22.4:77.6 | -21.2                 |
| 塩化アンモニウム/氷                        | 3:10      | -18                   |
| 硝酸アンモニウム/氷                        | 1:1       | -25                   |
| 塩化アンモニウム/硝酸カリウム/氷           | 1:1:1     | -25                   |
| 臭化ナトリウム/氷                          | 65:100    | -28                   |
| 塩化カリウム/氷                            | 1:1       | -30                   |
| 塩化マグネシウム/氷                        | 3:10      | -33                   |
| 塩化亜鉛/氷                                | 51:49     | -62                   |
| 硫酸（66%）/氷                             | 1:1       | -37                   |
| 四塩化炭素CCl4/ドライアイス                | 無し      | –23                   |
| アセトニトリル/ドライアイス                | 無し      | -42                   |
| エチルアルコール/ドライアイス              | 無し      | -72.0                 |
| アセトン/ドライアイス                      | 無し      | -86                   |
| ジエチルエーテル/ドライアイス              | 無し      | -77.0                 |
| エーテル/ドライアイス                      | 無し      | -98                   |
| エチルアルコール/液体空気(*)               |           | -100                  |
| エーテル/液体空気(*)                       |           | -116                  |
| 石油エーテル/液体空気(*)                   |           | -150                  |
| 液体窒素                                   |           | -196                  |
| 液体水素                                   |           | -253                  |
| 液体ヘリウム                               |           | -269                  |
| なお、これらの数値は資料によって僅差がある |           |                       |
| (*)寒剤に直接液体空気は混ぜない。          |           |                       |

寒剤の成分は、入手しやすく熱容量が大きいことが望ましい。
現在は、液体で接触性がよく、さらに使用後は気化して消える液体窒素が多用されている。

### 氷
融解熱が大きいことと、熱容量が大きく氷と水の混合物が恒温性（温度を一定に保つ効果）に優れることから、寒剤の主成分として利用されてきた。

### ドライアイス
比較的安価で、常圧における昇華点が -79°Cのドライアイスは、氷では到達出来ない低温を得るため、科学実験などで用いられた。使用後に昇華して残らないことは、温度維持には不利だが目的によっては好都合だった。
エタノールやアセトン、可燃性蒸気の発生を嫌う場合には塩化メチレンや四塩化炭素と組み合わせる。

### 液体窒素
一般に安価であり（原料の窒素が大気から得られるため）、常圧での沸点が -196°Cの液体窒素は、現在最もよく用いられる寒剤である。
さらに低温が必要な場合、液体水素や液体ヘリウムが用いられるが、液体水素は引火性が高く、液体ヘリウムは希少資源で非常に高価なため、限られる。